# Commanderie d'Arville
La commanderie d’Arville est une ancienne commanderie hospitalière de l'ordre de Saint-Jean de Jérusalem d'origine templière située au sud du Perche.

## Description géographique
La commanderie est située sur la commune de Couëtron-au-Perche (Arville) dans le département de Loir-et-Cher et la communauté de communes des Collines du Perche. Elle est située à 37 km de Vendôme, 11 km de Mondoubleau, 32 km de Châteaudun, 38 km de Nogent-le-Rotrou et 32 km de La Ferté-Bernard.

## Historique

### Une fondation ancienne mais imprécise
La maison templière d’Arville a été fondée au XIIe siècle sur des terres données par un seigneur à l’identité incertaine.
Le site, établi sur la pente d’une colline bordée par le ruisseau du Couëtron, est alors probablement recouvert d’une forêt. Les Templiers vont défricher la zone pour créer des zones de culture et de pâturage.
La présence des Templiers à Arville est confirmée à partir de 1169. Un défrichement de la forêt comprise entre les communes actuelles du Gault-du-Perche, de La Fontenelle et Arville est rédigé cette année-là : les chanoines de Notre-Dame de Chartres et Rahier de Montigny (seigneur local), à l’origine du projet, proposent de partager les revenus de la valorisation des terres avec les «Templarios de Arevilla».
Cette maison templière (domus ou praeceptoria) fait partie d’une commanderie au sens large, à savoir une circonscription administrative comportant une maison-mère et des maisons secondaires, elle-même incluse dans une circonscription plus grande, la Baillie de Chartres. Cette commanderie comprend a minima les maisons d’Arville, du Temple-près-Mondoubleau, mentionnée dès 1134 (possiblement maison-mère), de Melleray et des Matheras, (La Chapelle-Vicomtesse), ces deux dernières maisons étant manifestement moins conséquentes en termes de superficie.
L’église ainsi que la base du porche d’entrée actuel ont pu être construits dès le XIIe siècle : si l’on s’en tient à la composition d’une maison templière de type couvent rural, un logis et des bâtiments agricoles devaient compléter l’ensemble, le tout enclos d’un mur.

### Une véritable seigneurie
Le domaine d’Arville s’est constitué par le biais de dons mais aussi d’achats, de ventes ou d’échanges pratiqués tout au long de l’histoire du site.
Les premiers dons reçus ont permis aux Templiers d’acquérir des droits importants, faisant de la maison templière d’Arville une seigneurie à part entière.
Les documents existants renseignent sur les droits des Hospitaliers de l'ordre de Saint-Jean de Jérusalem aux XVIe et XVIIe siècles, et doivent, en théorie, être similaires à leurs prédécesseurs.
Ils possèdent ainsi les haute, moyenne et basse justice, leur permettant de juger tous les types de délits et de crimes. Ils peuvent lever des impôts en nature comme la dîme, le champart et le terrage sur leurs sujets. Ces derniers doivent également payer le cens et les rentes ainsi que les lods et ventes. Ils possèdent enfin des droits de pêche sur la rivière du Couëtron et un droit de péage sur la route faisant face à la maison,.
Plusieurs moulins sont mentionnés aux XVIe et XVIIe siècles dont notamment le moulin banal de la maison, : un frère meunier (molendinarius) est cité comme témoin dans un acte à Arville en 1209. Il faut attendre une mention au XVIe siècle pour voir apparaitre un four banal à Arville,, contrairement à la maison du Temple-près-Mondoubleau qui en possède un au début du XIIIe siècle.

### Un domaine exploité avec soin
Les terres défrichées accueillent des cultures céréalières : du méteil (mélange de seigle et de blé) et de l’avoine sont signalés en 1495. Le pâturage est attesté par la présence d’un cheptel de vingt vaches et de dix porcs à Arville en 1176.
L’exploitation de ce domaine assure l’autosuffisance de la maison et donne des excédents reversés au Trésor du Temple à Paris : ces fonds servent ensuite à financer l’action des Templiers en Terre sainte. On garde la trace de quelques dépôts de ces excédents par le « preceptor de arrideville » en juillet 1295, février et juillet 1296 pour un total de 755 livres et 39 sous, somme assez conséquente témoignant de la prospérité de la commanderie à la fin du XIIIe siècle.

### L'organisation humaine de la maison d'Arville
Les Templiers d’Arville sont, comme dans l’ensemble des maisons templières, différenciés par leurs fonctions au sein de l’établissement : un frère commandeur (praeceptor ou magister) pour diriger le site, un frère chapelain (capellanus) officiant comme prêtre à la chapelle de la maison ainsi que comme curé de la paroisse d’Arville,, un frère clerc (clericus) assistant le frère chapelain et des frères servants ou de métier. Ces derniers occupent des fonctions diverses qui attestent bien de la fonction agricole du site comme des vignerons (vineator) en 1176, un charretier (quadrigarius), un cuisinier (coquus), un garde (excubia) ou encore un meunier (molendinarius) en 1209,. La présence de frères chevaliers n'est pas mentionnée dans les documents existants cette quasi-absence de chevaliers est observée régulièrement dans les commanderies d’Occident, ces derniers étant plus présents en terres de combat comme en Orient ou en Espagne et au Portugal.
Un total de sept Templiers est recensé à Arville en 1209 : cet effectif a toutefois très bien pu varier au fil des années, ce qui ne permet pas d'en tirer des conclusions définitives sur la période d'occupation du site. Des laïcs (famuli) pouvaient être présents sur le site, comme ce fut le cas dans d’autres maisons templières : le procès-verbal de saisie en 1307 de la maison de Baugy, dans le diocèse de Bayeux, dévoile la présence de vingt-sept hommes et femmes laïcs employés aux tâches agricoles. Ces « hommes » des Templiers d'Arville sont l’objet de contentieux avec la noblesse locale. Il faut ajouter également les laïcs qui se « donnent » à l’Ordre : Random de Cornouailles et son épouse Culvende lèguent ainsi leurs biens et leurs personnes en 1270 aux Templiers suivant les us et coutumes d’Arville. Ces donats ou donnés appartiennent à une catégorie bien spécifique d’hommes et de femmes, servant les Templiers sans toutefois pouvoir bénéficier de l’habit et des fonctions religieuses.

### Une histoire faite de dons et de conflits récurrents
Les dons faits aux Templiers d’Arville sont nombreux et témoignent d’une certaine popularité aux XIIe et XIIIe siècles sur le territoire. Ainsi, le comte de Blois, Thibault V, donne aux Templiers d’Arville en 1185 les gages des duels de ses hommes. En 1199, Regnaud, seigneur d’Alluyes, donne des charretées de bois dans la forêt de Montmirail et confirme le don de la maison de Melleray. Dernier exemple, le chanoine Albert d’Ormoy donne ses droits sur l’hospice Osanne de Chatonville en 1209.
Mais les Templiers entretiennent également des relations parfois tendues avec la noblesse locale. Geoffroy V, vicomte de Châteaudun va parfaitement cristalliser ces tensions.
Ce dernier autorise en 1205 et après plusieurs années de conflit la possession d’un four banal à la maison du Temple-près-Mondoubleau, permettant également la sortie de leurs hommes hors des limites de la seigneurie de Mondoubleau.
En 1212, le même Geoffroy V accorde, après de nombreuses plaintes, quarante cinq arpents du bois de Bouchet aux Templiers de la maison des Matheras, se réservant toutefois le gibier y vivant pour la chasse.
Le 30 mai 1216, ce dernier se fait excommunier par l’abbé de Sainte Geneviève. Il lui est reproché d’avoir peu de temps auparavant maltraité des hommes des Templiers, de leur avoir confisqué du matériel et d’avoir fait arrêter et emprisonner d’autres de ces hommes dans les geôles du château de Mondoubleau. Sommé de réparer ses méfaits par les commissaires spéciaux du Pape en 1217, Geoffroy V consent à dédommager les Templiers après d’âpres négociations en 1218, levant par là-même son excommunication.

### La dévolution des biens aux Hospitaliers
L’arrestation des Templiers le 13 octobre 1307 par le roi Philippe le Bel entame une longue procédure qui aboutit à la dissolution de l’Ordre en 1312 : l’ensemble des possessions sont dévolues à l’ordre des Hospitaliers de l'ordre de Saint-Jean de Jérusalem par le pape Clément V.
La commanderie existante va alors être réorganisée et renommée en commanderie du Pays Chartain puis, probablement à partir du XVIe siècle, de Sours et d’Arville : la maison-mère ou Chef est établie à Sours, près de Chartres, tandis qu’Arville devient un simple membre, une maison secondaire. Sont également attachés à cette nouvelle commanderie les domaines suivants : les maisons du Temple-près-Mondoubleau, de la Boissière (proche de Châteaudun) et l’hôpital d’Ablainville. Les maisons de Melleray et des Matheras sont rattachées à Arville pour devenir de simples possessions.
À la suite d’une grande enquête pontificale de 1373 sur les possessions des Hospitaliers, le mode de fonctionnement des commanderies en Occident est révisé : les effectifs sont réduits (seuls les frères chapelains ayant fait leurs vœux restant dans les commanderies) et l’exploitation en faire-valoir direct est abandonnée au profit de l'affermage. Ces deux dispositions seront observées aux siècles suivants à Arville.
Le XVe siècle voit l’émergence d’une période d’insécurité liée à la guerre de Cent Ans (1337-1453) : le chapitre de l’ordre de Saint-Jean de Jérusalem rend en 1410 un décret déchargeant les habitants d’Arville de la moitié des redevances établies sur leurs maisons, ce en considération des dommages infligés par les Anglais.
Une visite prieurale effectuée par l’Ordre en 1495 dresse un état sommaire des lieux : le membre d’Arville comprend une maison de la commanderie fort vieille et démyte ainsi qu’une église paroichiale fondée de Notre Dame, servie par ung frère chappelain.

### Le domaine d'Arville duXVIesiècleà la Révolution française
Une vaste campagne de restauration/reconstruction est probablement opérée au début du XVIe siècle : le porche est augmenté d’un pavillon, de deux tours et d’un pont-levis tandis que l’ensemble des bâtiments incluant les communs, la grange ainsi que le pigeonnier sont modifiés ou restaurés. La maison d’Arville est désormais désignée comme commanderie, Château ou Maison Seigneuriale de la châtellenie d’Arville.
La maison d’Arville est affermée comme le prévoyait la réorganisation générale de 1373 : un fermier (souvent homme de loi ou marchand) gère le domaine contre le versement d’un loyer annuel au commandeur, la ferme, sur une durée de six à neuf ans. Cette gestion prend en compte l’exploitation du domaine, l’entretien des bâtiments, la récolte des divers impôts ainsi que l’exercice de la justice,. Le fermier loge sur place, le commandeur hospitalier résidant le plus souvent à Blois ou à Paris,. Il peut y effectuer des visites ponctuelles pendant lesquelles il réside sur le site,. Il fait également des dons à l’église au cours des XVIIe et XVIIIe siècles tels du mobilier et des cloches, y faisant inscrire ses armes. Parmi les commandeurs hospitaliers se trouve Emery d'Amboise, frère du cardinal-premier ministre de Louis XII et qui devint, en 1503, le 40e grand maître de l’Ordre.
La justice est rendue par un bailli et un procureur fiscal : les actes en relevant y sont rédigés et gardés dans un greffe par un notaire tandis que l’exécution des peines est rendue les jours de marché au centre du bourg d’Arville au moyen d’un carcan : les prisonniers sont au préalable enfermés dans l'une des tours du porche d'entrée de la maison. Les exécutions permises par la moyenne et haute justice sont rendues aux fourches patibulaires encore mentionnées au XVIIIe siècle.
Un curé propre à la paroisse d’Arville remplace le frère chapelain hospitalier à partir du XVIe siècle, : le fermier doit alors payer les gages des hommes de justice ainsi que le gros du curé. Les gages du sacristain de l’église et du garde de la commanderie sont également à payer par le fermier au XVIIIe siècle.

### La Révolution française et leXIXesiècle
Durant la Révolution française, les possessions des Hospitaliers sont confisquées par l‘État.
La maison d’Arville est alors mise sous scellé en 1791 et l’ensemble de ses bâtiments et de ses terres sont estimés pour la vente en 1792 et vendus en 1793 à des particuliers, puis revendus une nouvelle fois en 1795.
L’église ne semble pas souffrir outre mesure de la tourmente révolutionnaire, étant même entretenue avec soin durant cette période. Seules les armes du commandeur sur le lutrin du XVIIIe siècle sont buchées tandis qu’un motif probablement révolutionnaire et modifié au XIXe siècle est peint à l’intérieur de l’édifice.
Une maison construite après 1814 à l’emplacement d’un logis ainsi que le porche d’entrée sont acquis par la commune d’Arville en 1876 avec l’aide d’une souscription lancée par la société archéologique du Vendômois: la maison est transformée en presbytère et le porche est destiné à abriter l’hôtel de ville,.
Des murets de séparation apparaissent au fil du temps, servant à délimiter les différentes propriétés tandis qu’une maison est bâtie dans la cour et une autre à l’intérieur de la grange.

### La réhabilitation du site
Proposés à la vente en 1982, la grange et le pigeonnier sont rachetés par un syndicat intercommunal rassemblant plusieurs communes du territoire créé sous l’impulsion de Pierre Fauchon, alors conseiller général, ce dernier ayant conscience de l’intérêt patrimonial de cet ensemble. Après ce premier achat, le syndicat se rend possesseur au fil des ventes de l’ensemble des propriétés.
Une longue période de travaux est alors engagée pour réhabiliter le site historique. Des bénévoles de l'association Chantier Histoire et Architecture Médiévales participent à la restauration de la Commanderie entre 1984 et 1986. Une association est missionnée depuis 1999 par la communauté de communes des Collines du Perche pour valoriser la commanderie d'Arville à des fins culturelles et touristiques.

### Aujourd'hui
Employant plusieurs salariés, l'association « La Commanderie d'Arville » propose visites guidées, animations et évènements autour du site historique et de son histoire. Un centre d'hébergement composé de deux bâtiments, ouverts successivement en 2008 et en 2013 permet aux familles, aux scolaires et aux groupes d'adultes de séjourner à proximité de la commanderie.
En 2024, la mission Stéphane Bern attribue 90 000 € à la commanderie grâce au loto du patrimoine.

## Commandeurs
| Nom du commandeur                                         | Dates   |
| --------------------------------------------------------- | ------- |
| Ordre du Temple                                           |         |
| Guillaume d'Arville (supposition, témoin dans une charte) | c.1130  |
| frère Gohier                                              | c.1176, |
| P. de Béville                                             | c.1190  |
| Robert d'Avelin                                           | 1208,   |
| Hugues Maistre ou Marcq                                   | 1209,   |
| Geoffroy d'Arville (supposition, témoin),                 | 1218    |
| frère Renaud d'Arville (supposition)                      | 1227    |
| Ordre de Saint-Jean de Jérusalem                          |         |
| Jean le Tort                                              | 1380    |
| Emery d'Amboise                                           | 1478    |

## Possessions
L'étendue du domaine d'Arville sous la période templière n'est pas connue. Les premiers documents renseignant sur ce dernier datent du XVIe siècle, soit pendant la période hospitalière du site. Voici quelques possessions identifiées durant cette période : 
- la maison de la Foucadière à Arville ;
- la Provenderie ;
- la Colasière ;
- le Bordage de l'Ouche de la Pierre ;
- la maison de Saint-Mexant à Arville ;
- l’hôpital de Melleray ;
- la Gravasière au Gault;
- la Chedanerie à Oigny;
- la Chesnais des Étilleux ;
- le petit Croc aux Étilleux ;
- la Pinterie ou le manoir à Chapelle-Guillaume.

## Organisation

### Un enclos
La commanderie est constituée d’un enclos comportant encore plus de la moitié de ses murs, la hauteur maximale de certains d’entre eux pouvait atteindre 5 à 6 mètres.
Ces murs étaient garnis de trois tours circulaires (une seule subsiste à l’angle de l’église) et doublés par un fossé sec : l’accès au site s’effectuait par un pont-levis inclus dans le porche d’entrée, défendu par une canonnière sur la tour droite de ce dernier. Ces fortifications, dont la première mention remonte à 1589, sont probablement l’œuvre des Hospitaliers, les Templiers ne fortifiant que de manière exceptionnelle leurs maisons en Occident.
Alain Demurger rapporte que les fouilles de la maison de South Witham dans le Lincolnshire (Royaume-Uni), construite et occupée entre 1185 et 1312, n’ont révélé que des fossés peu larges comme unique aspect défensif. Les principales fortifications visibles aujourd’hui dans les commanderies en France sont attribuables aux Hospitaliers : Damien Carraz estime que les troubles liées à la guerre de Cent Ans (1337-1453) et aux guerres de Religion (1562-1598) ont motivé ces renforcements défensifs sur la totalité des exemples aujourd’hui conservés.
A Arville, les ravages opérés par les Anglais sur le territoire en 1410 auraient pu inciter les Hospitaliers à fortifier le site, bien que ces travaux aient aussi pu être réalisés lors de la restauration de l’ensemble au début du XVIe siècle. Les guerres de Religion ont ramené un climat d’insécurité sur le territoire, comme en témoignent les pillages du Château de Saint-Agil, disant de 4 km du site, en 1580 et 1595 : la fortification de la maison d’Arville, au vu de ce contexte particulier, pouvait se révéler utile.

### Le porche

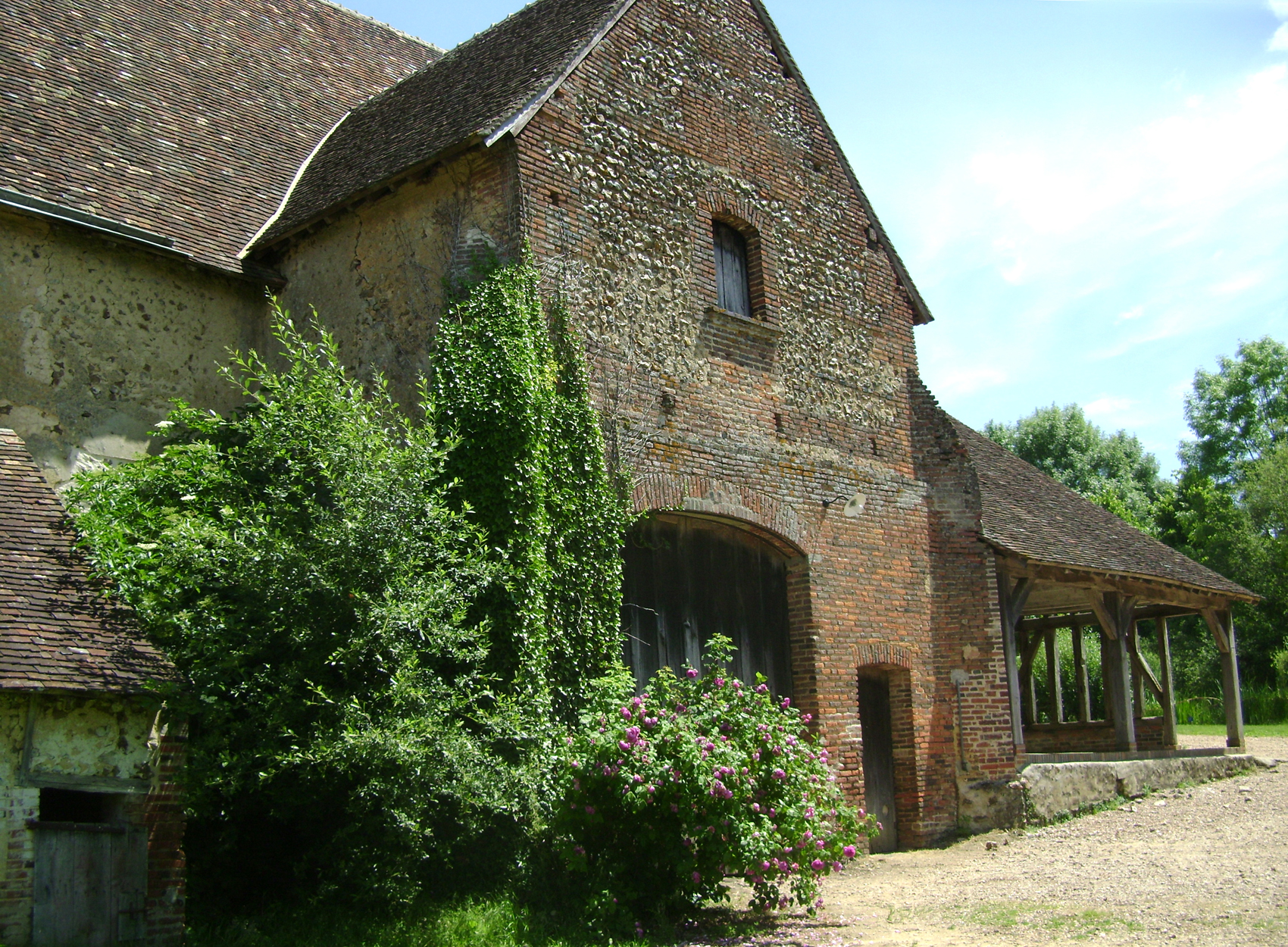
Grange aux dîmes.

Le porche d’entrée actuel est composé de plusieurs éléments. Un large portail en arc brisé à double voussure en constitue la base. L’arc brisé et l’usage de pierre de grison peut le faire remonter au XIIe siècle. Très simple, il ne devait comporter que des vantaux de bois permettant l’entrée et la sortie des hommes, bêtes et charrettes.
L’ensemble est largement modifié par les Hospitaliers : un pavillon carré est construit pour doubler et rehausser le portail primitif tandis que deux tours coiffées de dômes sont ajoutées de part et d’autre. Le pavillon et la tour de droite comportent un décor de briques différencié à base de damiers alternant brique et pierres et d’appareillage en losange en briques vernissées. Cette technique est utilisée localement à partir de la fin du XVe siècle et dans la première moitié du XVIe siècle. La tour de gauche ne comporte aucun décor.
Ce porche contenait en 1694-1695 une pièce à feu : Louis Modeste Juré, receveur de la commanderie et châtellenie d’Arville, logeait en 1750 dans le châtelet de ladite commanderie d’Arville. Un pont-levis à flèches était disposé sur le porche, enjambant un large fossé encore présent sur le cadastre d’Arville de 1813 : mentionné dès 1589, il est déclaré en mauvais état en 1750,.

### La grange dîmière
Ce vaste bâtiment comporte des bases anciennes avec des modifications ultérieures réalisées en briques. Il était essentiel dans le stockage des productions agricoles de la commanderie et des produits issus de la dîme, du champart ainsi que du terrage. Cette robuste construction aux contreforts de brique abrite une remarquable charpente en chêne ou en châtaignier datable stylistiquement du XVIe siècle.

### L'église Notre-Dame - Saint-Louis

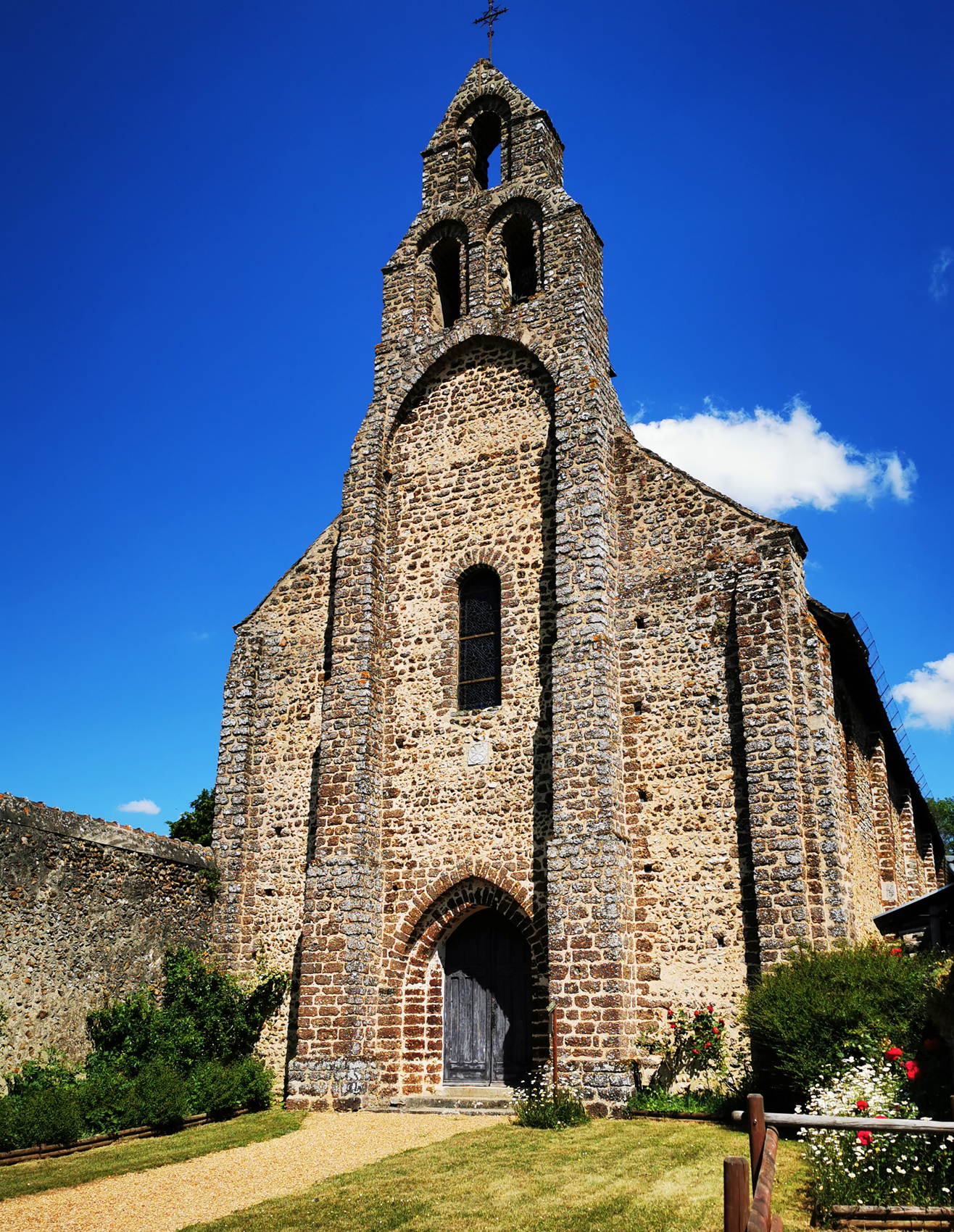
Église Notre-Dame - Saint-Louis.

L’église Notre-Dame-Saint-Louis est le bâtiment le plus ancien de la commanderie avec la base du porche, datée par ses caractéristiques architecturales du XIIe siècle. 
Initialement dédiée à la Vierge Marie, protectrice des Templiers, elle a reçu le vocable de Saint-Louis en 1729. Elle constituait la chapelle des frères (capella) servant aux multiples prières et messes quotidiennes de ces derniers ainsi qu’à la réception des nouvelles recrues de l’Ordre. Un accès percé sur le mur nord de l’église leur permettait d’accéder au bâtiment. Sa façade surprend avec son clocher-mur assez peu courant dans le Perche. Son portail en arc brisé offre les mêmes formes que celui du porche de la commanderie.
Son plan est simple : une nef rectangulaire percée de hautes et étroites ouvertures en plein cintre fermée par un chevet en abside semi-circulaire. L’intérieur est dénué de tout ornement architectural et se concentre sur la fonction de lieu de culte avant tout. La voûte en berceau lambrissée en châtaignier a été probablement reconstruite au  XVIe siècle.
Le mobilier est postérieur aux Templiers. Certaines pièces comme le tableau de l'Assomption de la Vierge (1625) et le lutrin (1776) ont été offerts par différents commandeurs. Quelques statues ainsi qu'une chaire à prêcher et des stalles remontent aux XVIe et XVIIe siècles : le reste du mobilier remonte au XIXe siècle.

### Les communs
Ce grand corps de bâtiments édifié tout au long du ruisseau du Couëtron constitue de fait l’une des façades de la commanderie. Mêlant pierre de grison, pierre de silex et brique, la forme de ses toitures évoque une construction du XVIe siècle : la première bâtisse (actuel bâtiment d'accueil) ainsi que les bases des constructions qui le prolongent pourraient cependant être plus anciennes. Le terrier de 1694-1695 permet de distinguer des logements, un fournil accompagné d’un bûcher ainsi qu'une petite et une grande écurie : ces dernières, pouvant abriter au total près de soixante chevaux, semblent indiquer la présence d’un élevage important. Un tripot, salle de jeu de paume, occupait anciennement une partie des étages.

### Le four à pain
Ce four à pain est mentionné au XIXe siècle à proximité du pigeonnier. Restauré au cours de la réhabilitation du site, il accueille des ateliers de cuisson de pain traditionnel.

### Le pigeonnier

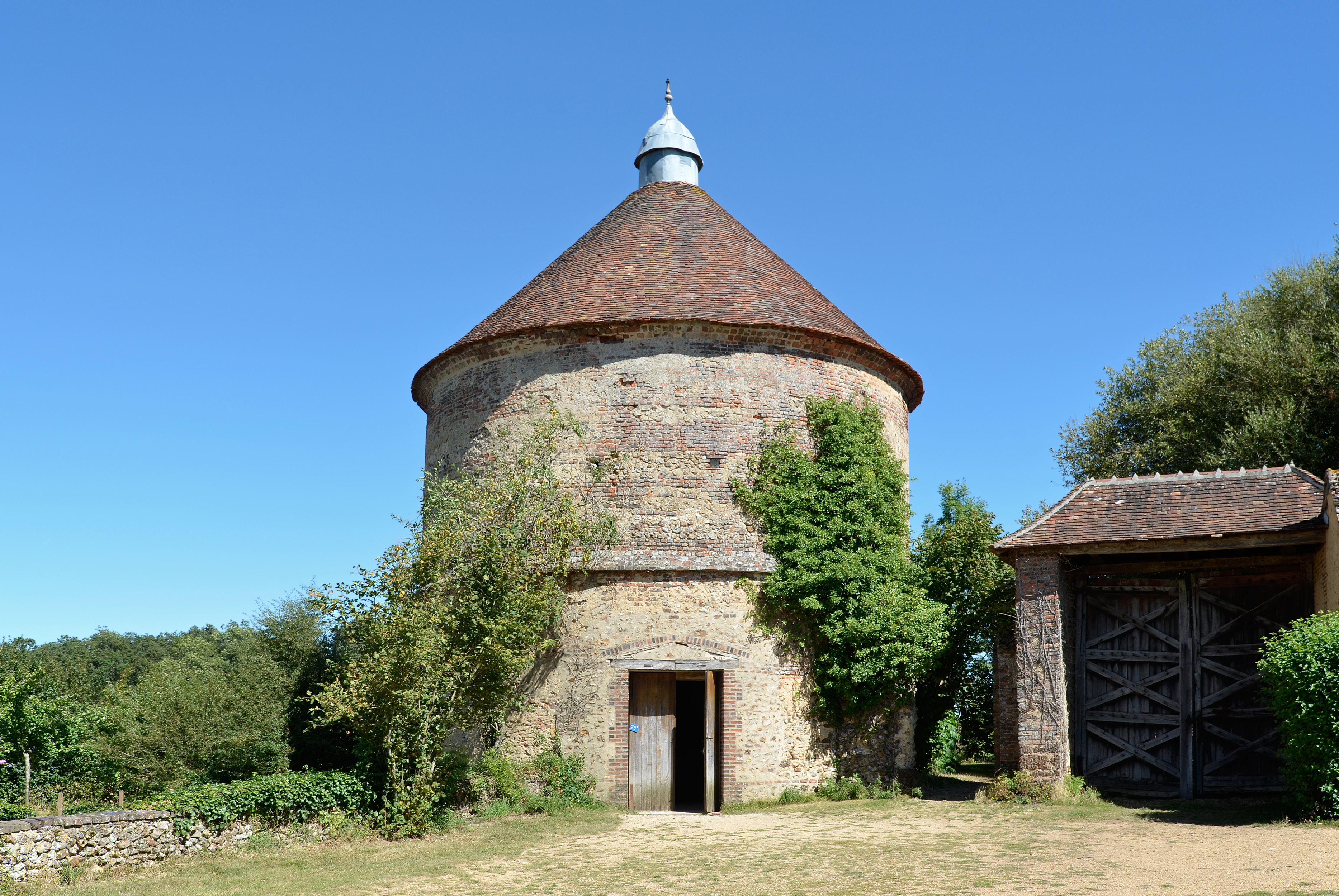
Le pigeonnier de la commanderie.

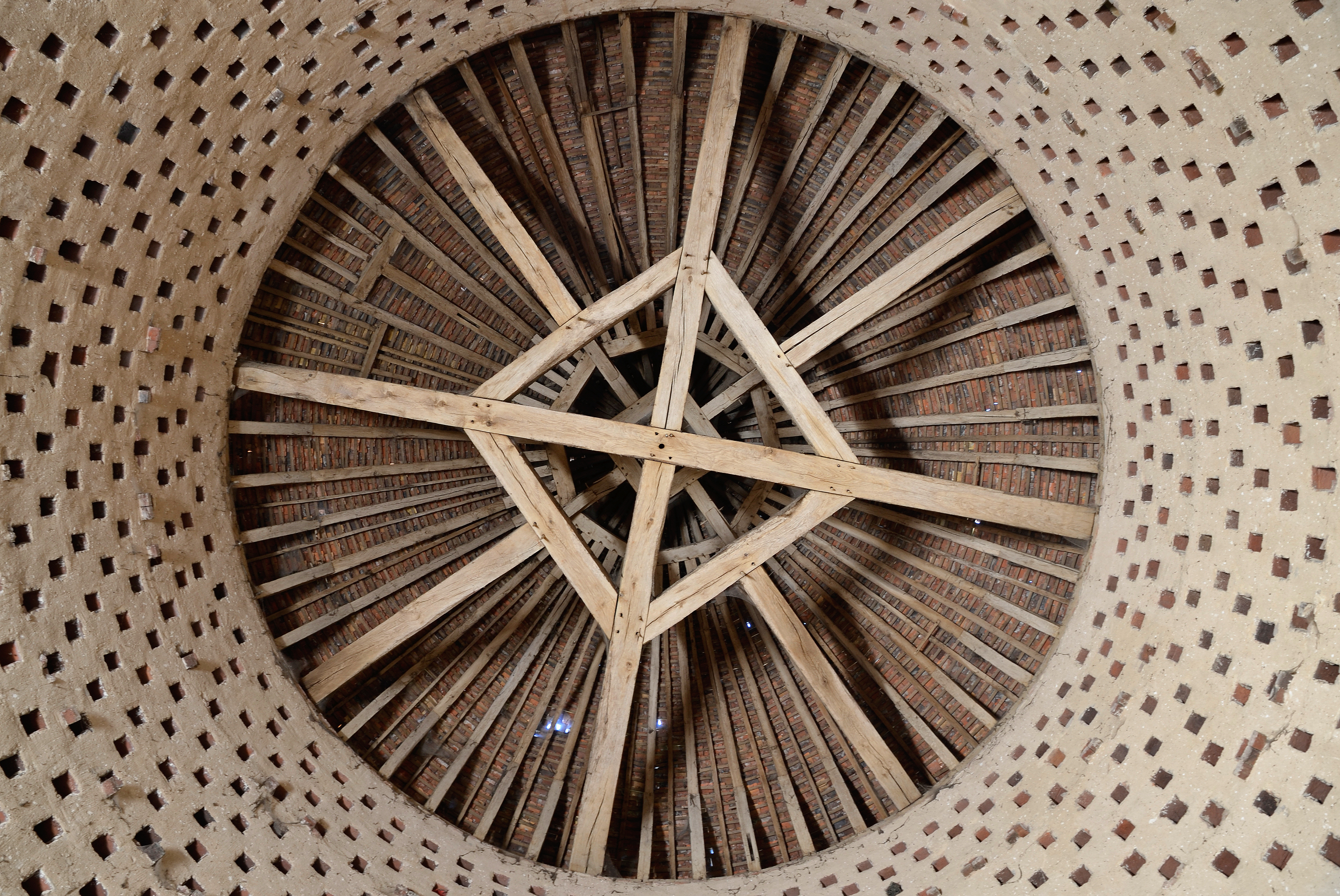
Vue de l'intérieur du pigeonnier.

L'actuel pigeonnier de la commanderie semble avoir remplacé au XVIe siècle un premier "coulombier de l’hôpital d’Arville" disposé devant le porche et mentionné en 1489. Ses nombreux boulins permettaient l’élevage d’un grand nombre de pigeons donnant viande, œufs et colombine, un guano au haut pouvoir fertilisant. L’aspect soigné et monumental du bâtiment ainsi que son rôle spécifique permettaient de signaler aisément la maison d’Arville comme le centre d’un domaine seigneurial.

### L’ancien logis et le presbytère
Un logis occupait un vaste espace en face du mur nord de l’église. Il mesurait 20 mètres de long pour 11 mètres de large et comportait trois portes et quinze fenêtres. Trois chambres à feu, une grande cuisine et une chambre des suisses ainsi qu’un niveau de caves et un autre de greniers composaient l’intérieur du bâtiment en 1694-1695. Les vues le représentant ainsi que le plan cadastral de 1813 évoquent un bâtiment au plan en U couvert de tuiles. Aucun élément ne permet à l’heure actuelle de définir sa période de construction ni de savoir s’il a pu abriter des Templiers : seule la mention des Hospitaliers l’occupant sur une période plus ou moins longue est attestée. Ce logis n’est plus mentionné lors d’une vente des bâtiments du site en 1827 : une maison d’habitation y est décrite à son emplacement. Cette dernière, toujours en place actuellement, est transformée en presbytère après son rachat en 1876 par la commune d’Arville,. Elle abrite aujourd’hui des ateliers pédagogiques en lien avec la commanderie.